# Camps (Barcelona)
Camps es una localidad perteneciente al municipio de Fonollosa, en la provincia de Barcelona, comunidad autónoma del Cataluña, España. En 2017 contaba con 87 habitantes.